# Alchemilla microdonta
Alchemilla microdonta är en rosväxtart som beskrevs av Sergei Vasilievich Juzepczuk. Alchemilla microdonta ingår i släktet daggkåpor, och familjen rosväxter. Inga underarter finns listade i Catalogue of Life.